# Kamenné varhany

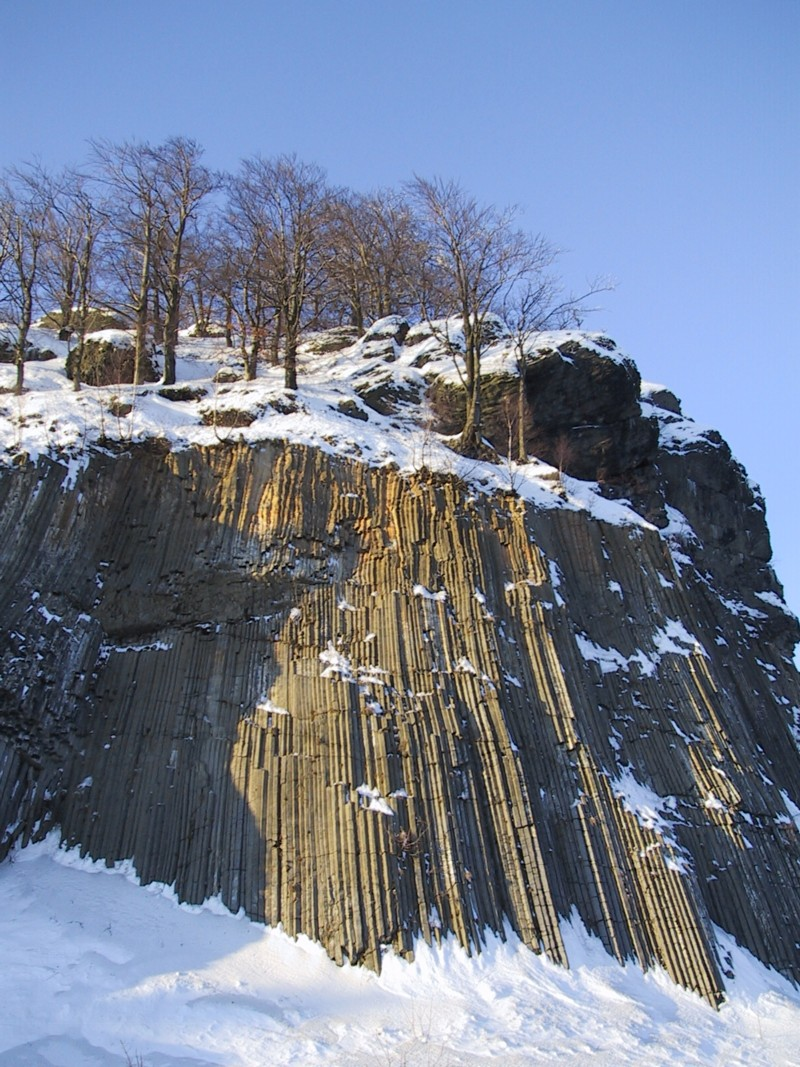
Kamenné varhany na Zlatém vrchu

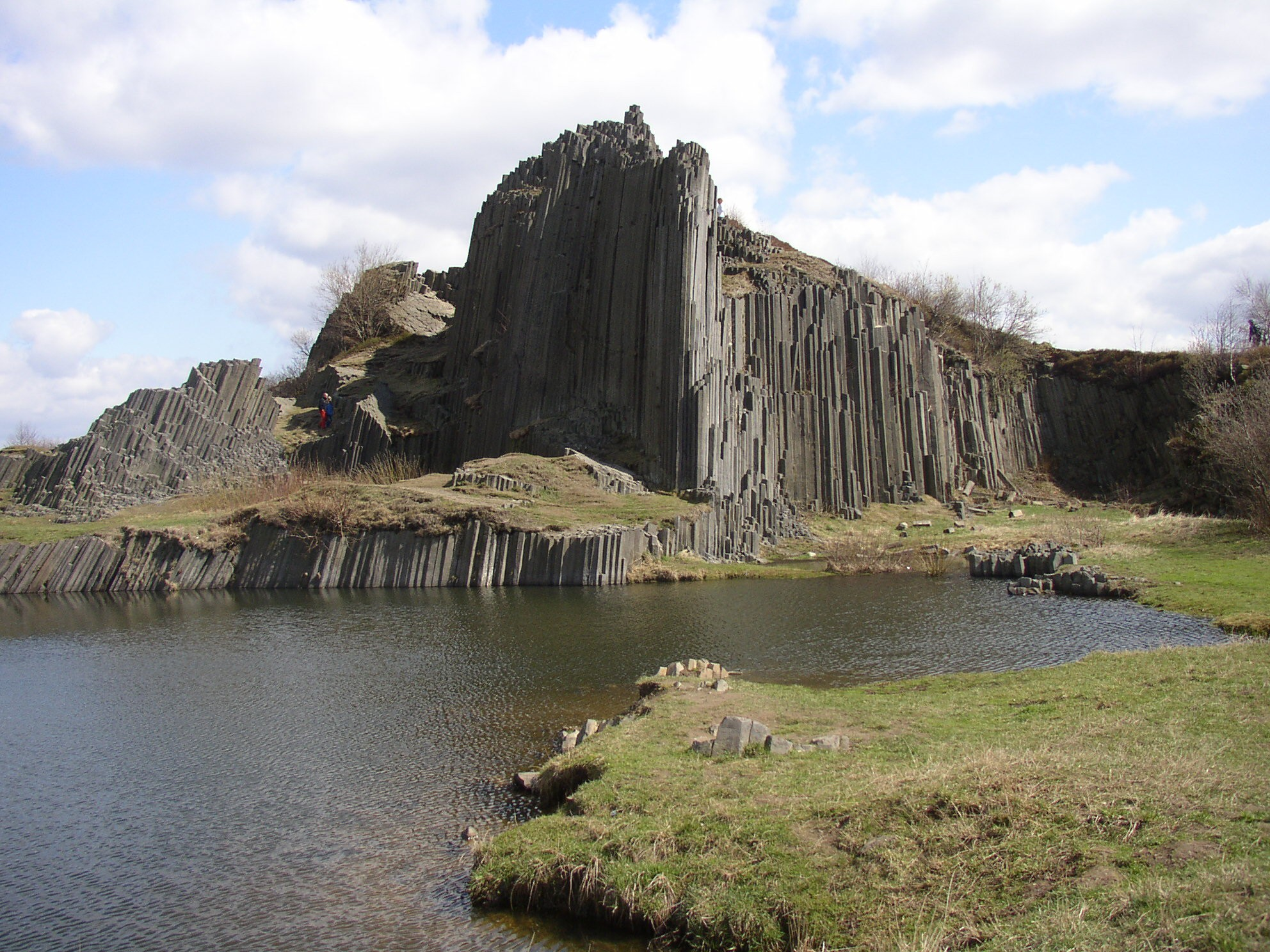
Kamenné varhany na Panské skále

Kamenné varhany je skalní útvar, který vzniká díky sloupcovité odlučnosti bazaltu – čediče (méně často též znělce – fonolitu). Jedná se o geologickou vlastnost bazaltů, který se projevuje penta- či hexagonálními hranoly, které mohou dosahovat délky až několika desítek metrů.
Vznik bazaltické odlučnosti je způsoben kontrakcí (smršťováním) lávy při chladnutí, která může nastat ve dvou případech a odvíjí se od ní rozsah. V prvním případě během sopečné činnosti dochází k výlevu lávového proudu v rozsáhlé oblasti, kde vzniká lávové jezero, které začíná pozvolna v novém prostředí vydávat do okolí teplo. Postupným chladnutím lávy nastává ochlazování svrchní části lávového pole, čímž se ochlazující část pole začne zmenšovat smršťovat a zmenšovat objem. Vlivem zmenšujícího objemu se začínají na celistvém lávovém tělese objevovat trhliny a pukliny, které postupně vlivem dalšího klesání teploty prorůstají hlouběji. Vznikají tak pěti či šestihranné sloupce, které jsou orientovány kolmo k povrchu lávového proudu. Tvar hranolů je určen snahou systému o vytvoření co nejmenších mezer mezi jednotlivými sloupci.
V druhém případě magma nedokáže opustit magmatický sopouch, ve kterém začíná chladnout. Následné procesy jsou shodné s prvním případem. Vlivem erozivní činnosti a denudací povrchu jsou okolní méně odolné horniny (převážně sedimentární) rozrušeny a odneseny pryč, čímž se odhalují odolnější vulkanické horniny. Vznikají tak zajímavé skalní útvary v podobě bazaltových sloupů. V případě, že jsou svislé sloupce lávových proudů nebo výlevů odhaleny, například v říčním korytě či na pobřežním klifu, je útvar nazýván lávovou palisádou a má charakter skalního defilé.
Bazální odlučnost většinou zasahuje rozsáhlé oblasti, ve kterých se pak nachází nespočet sloupců, které dohromady tvoří těleso.

## Výskyt
Ve světě se kamenné varhany vyskytují v Severním Irsku – Giant's Causeway (česky Obrův chodník, či Obrovy schody), které mají pokračování i ve Skotsku. Proslulá je rovněž lokalita Devils Tower ve Wyomingu. Na Slovensku jsou kamenné varhany k vidění na vrchu Šomoška v CHKO Cerová vrchovina.
Na území České republiky lze spatřit kamenné varhany z olivinických čedičů a nefelinických tefritů v Lužických horách v NPP Zlatý vrch. V Českém středohoří – NPP Panská skála, NPP Vrkoč, PP Radobýl, dále v Krušných horách v PP Rotava, u čedičového lomu v Podmoklicích (část města Semily) a na Křížovém vrchu ve Šluknově. Mohutné sloupce z jiných vulkanitů se nachází v Českém středohoří na vrších Lovoš, Košťál a Sedlo. Vodorovně uložené čedičové sloupce jsou součástí NPP Čertova zeď u Českého Dubu.

## Kulturní historie
Kamenné varhany jsou často lidovou kulturou spojovány s dílem nadpřirozené postavy, nejčastěji čerta, a jsou často s jeho jménem i spojovány (čertovy schody atd.). 